# KK Radnički FMP
Radnički FMP (srpski: Кошаркашки клуб Раднички ФМП) je košarkaški klub iz Beograda. Osnovan je 1970. godine u Novom Sadu. Boje dresova su plava i bijela. Utakmice igra u dvorani Basketlend.
Osnovan je 1970. godine. Kroz svoju povijest natjecao se u ondašnjoj niželigaškoj Srpskoj ligi. Od 2006. do 2009. godine nosio je ime KK Radnički Invest Inženjering po svom pokrovitelju. U tom se je razdoblju klub uspeo na natjecateljskoj ljestvici. Prvi je put ušao u Prvu ligu sezone 2007./08. u kojoj je ostao do sezone 2009./10. godine. 2009. je godine klub prešao iz Novog Sada u Beograd te je dobio novo ime KK Radnički Basket.
Od sezone 2011./12. ponovo se natječe Košarkaškoj ligi Srbije, nakon što je u sezoni 2010./11. u Prvoj B ligi zauzeo 2. mjesto i time osigurao plasman u viši natjecateljski razred.

## Vanjske poveznice
- Povijest prije selidbe u Beograd - KLS  Arhivirana inačica izvorne stranice od 27. prosinca 2010. (Wayback Machine) (srp.)
- Transformiranje Radničkog iz Novog Sada u Radnički Basket (srp.)
- Povijest kluba - Eurobasket.com
- Službene stranice  Arhivirana inačica izvorne stranice od 30. kolovoza 2011. (Wayback Machine)
- Košarkaška liga Srbije (srp.)